# Chrysalis (альбом I.O.I)
Chrysalis — дебютный мини-альбом южнокорейской проектной гёрл-группы I.O.I, сформированной через реалити-шоу на выживание Produce 101. Альбом был выпущен в цифровом формате 4 мая 2016 года и физически 9 мая с синглом «Dream Girls» в двух версиях: стандартной и специальной.

## Предпосылки
В ноябре 2015 года Mnet объявили о новом шоу на выживании, в котором 101 стажер женской группы будут соревноваться, чтобы попасть в топ-11, которые в конечном итоге сформируют группу I.O.I. Produce 101 закончился 1 апреля 2016 года, и группа сразу же начала подготовку к своему дебюту, начиная с записи собственной версии песни «Crush», песни, продюсированной Райаном С. Джуном и исполненной 22 стажерами Produyce 101 в финале шоу, первоначально предполагалось, что это будет дебютная песня группы, прежде чем YMC Entertainment отложит дебют и объявят, что они будут записывать другую песню в качестве заглавного трека своего дебютного альбома.
11 апреля YMC Entertainment объявили, что группа выпустит альбом 4 мая и на следующий день проведут дебютнфй шоукекйс и фансайн в гимназии Чжанчун. 27 апреля название мини-альбома было раскрыто Chrysalis. 2-эпизодическое реалити-шоу группы Standby I.O.I показало подготовку группы к дебюту: от записи их песен, включая заглавный трек «Dream Girls», до отработки хореографии для песен и съемок музыкального видео. Во время шоукейс, состоявшейся 5 мая, выяснилось, что Ким Сечжон придумала название альбома.

## Промоушен
5 мая группа провела свой первый шоукейс СМИ, где девушки обсуждали свой альбом и впервые исполнили свои новые песни, включая заглавный трек «Dream Girls». Они также исполнили песни из Produce 101, такие как «24 Hours» и «Yum-Yum». Группа также исполнила свои собственные версии «Pick Me», «Crush» и «When the Cherry Blossoms Fade», все из которых включены в их новый альбом. В тот же день они официально дебютировали на M! Countdown, исполняя «Knock Knock Knock» и «Dream Girls». 10 мая они появились на The Show и исполнили «When the Cherry Blossoms Fade» и «Dream Girls». Из-за конфликта интересов группа не выступала на музыкальных шоу трех крупных корейских сетей, таких как KBS, MBC и SBS. 20 мая группа впервые выступила на музыкальном шоу без кабельного телевидения на Music Bank. Его продюсер Гон Сыён заявил, что группа «всегда горячая тема и преуспевает во всем, что бы они ни делали», и что «не было реальной причины исключать их». Ранее девушки также были исключены из числа номинантов на музыкальных шоу трех каналов.

## Композиции
Заглавный трек «Dream Girls» — это данс-поп трек, созданный Famousbro и Полом. «Dream Girls» была написана Famousbro с рэп-партиями, написанными участницами Наён и Ёнчжон. Песня была выбрана самими участницами путем слепого голосования, где они выбрали заглавный трек своего альбома, прослушав более 30 песен от известных продюсеров. Филиалы YMC Entertainment заявили, что участницы выбрали свой заглавный трек и другие треки, включенные в альбом, не зная продюсеров, и им было предложено выбрать песни, которые «соответствуют команде».
«똑똑똑 (Knock Knock Knock)» — это R&B/Pop трек, написанный Duble Sidekick, SEION и Дэвидом Кимом, со словами Duble Sidekick, Дэвида Кима и Long Candy. «Doo-Wap» был спродюсирован и написан earattack. «Crush» — это фанк-трек, спродюсированный Райаном С. Джуном и предварительно выпущенный 5 апреля 2016 года вместе с музыкальным клипом. Песня была включена в финал Produce 101, который должен был стать дебютным синглом группы. «벚꽃 이 지면 (When The Cherry Blossoms Fade)», спродюсированный Чин Чин Ёном, — ещё одна песня, которая была представлена в финале. I.O.I записали свою версию обеих песен вместе с версией «Pick Me», которая является последним треком в альбоме.

## Коммерческий успех
Chrysalis дебютировал на 4 строчке в чарте альбомов Gaon, в то время как заглавная песня «Dream Girls» дебютировала под номером восемь и поднялась на 7 строчку неделю спустя. Все остальные треки из альбома также попали в чарт.
«Dream Girls» стал 7-м по популярности просматриваемым K-pop видео в Америке и 4-м в мире в мае.
Альдом был помещен на 38 строчке в чарте альбомов Gaon на конец 2016 года, и было продано 74 554 физических экземпляров.

## Трек-лист
| №                   | Название                                                          | Текст песни                                            | Музыка | Arrangement                                          | Длительность |
| ------------------- | ----------------------------------------------------------------- | ------------------------------------------------------ | --- | ---------------------------------------------------- | ------------ |
| 1.                  | «I.O.I» (Intro)                                                   | Lim Na-young, Choi Yoo-jung                            | Famousbro, Paul, Shin Hyun-jin, Hong Hye-jin                                                                                       | Famousbro, Paul                                      | 0:44         |
| 2.                  | «Dream Girls»                                                     | Famousbro, Lim Na-young, Choi Yoo-jung                 | Famousbro, Paul | Famousbro, Paul                                      | 3:38         |
| 3.                  | «Knock Knock Knock» (똑똑똑; Ttok Ttok Ttok)                      | Park Jang-geun (Duble Sidekick), David Kim, Long Candy | Park Jang-geun (Duble Sidekick), SEION, David Kim                                                                                  | SEION                                                | 3:50         |
| 4.                  | «Doo-Wap»                                                         | earattack                                              | earattack | earattack, OBros, NeverEnd                           | 3:21         |
| 5.                  | «Crush»                                                           | Seo Ji-eum, Seo Jung-ah                                | Nermin Harambasic, August Rigo, Justin Davey, Ryan S. Jhun, Denzil "DR" Remedios, Melanie Fontana, Michel Schulz, Courtney Woolsey | Justin Davey, Michel Schulz, Space One, Ryan S. Jhun | 3:32         |
| 6.                  | «When the Cherry Blossoms Fade» (벚꽃이 지면; Beotkkochi Jimyeon) | Jung Jin-young                                         | Jung Jin-young | ZigZag Note, Kang Young-shin                         | 3:23         |
| 7.                  | «Pick Me»                                                         | Midas-T                                                | Midas-T | DJ KOO, Maximite                                     | 3:46         |
| Общая длительность: | Общая длительность:                                               | Общая длительность:                                    | Общая длительность: | Общая длительность:                                  | 20:54        |

## Чарты

### Еженедельный чарт
| Чарты (2016)                     | Высшая позиция |
| -------------------------------- | -------------- |
| Южная Корея (Gaon Album Chart)   | 4              |
| Тайвань (FIVE-MUSIC Album Chart) | 5              |

### Ежемесячный чарт
| Чарты (2015)               | Высшая позиция |
| -------------------------- | -------------- |
| South Korean Albums (Gaon) | 4              |

### Комментарии
1. ↑  Eru (birth name Cho Sung-hyun) is the brother of YMC Entertainment founder and chief executive officer Cho Yoo-myung, their father being trot singer Tae Jin-ah (birth name Cho Bang-hoon). Since 2015, he uses the pen name Famousbro for composing songs for other artists.
2. 1 2  Re-recorded under license from CJ E&M
3. ↑  Space One is the pen name of Kim Jang-hyun, former member of Sunny Hill.